# Mimulopsis alpina
Mimulopsis alpina är en akantusväxtart som beskrevs av Emilio Chiovenda. Mimulopsis alpina ingår i släktet Mimulopsis och familjen akantusväxter. Inga underarter finns listade i Catalogue of Life.